# 国道142号

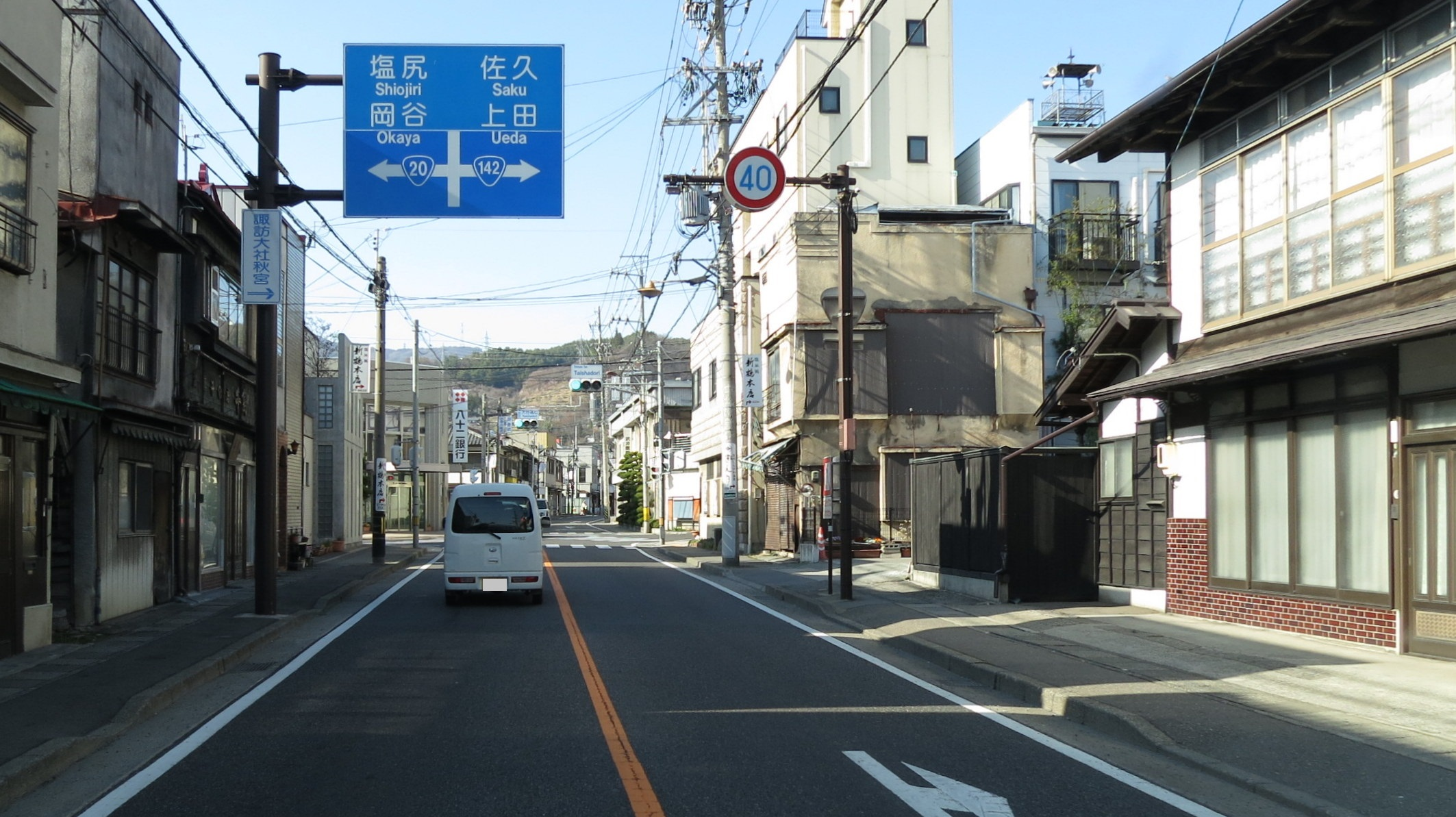
国道142号 終点
長野県諏訪郡下諏訪町
大社通り交差点

国道142号（こくどう142ごう）は、長野県北佐久郡軽井沢町から諏訪郡下諏訪町に至る一般国道である。

## 概要

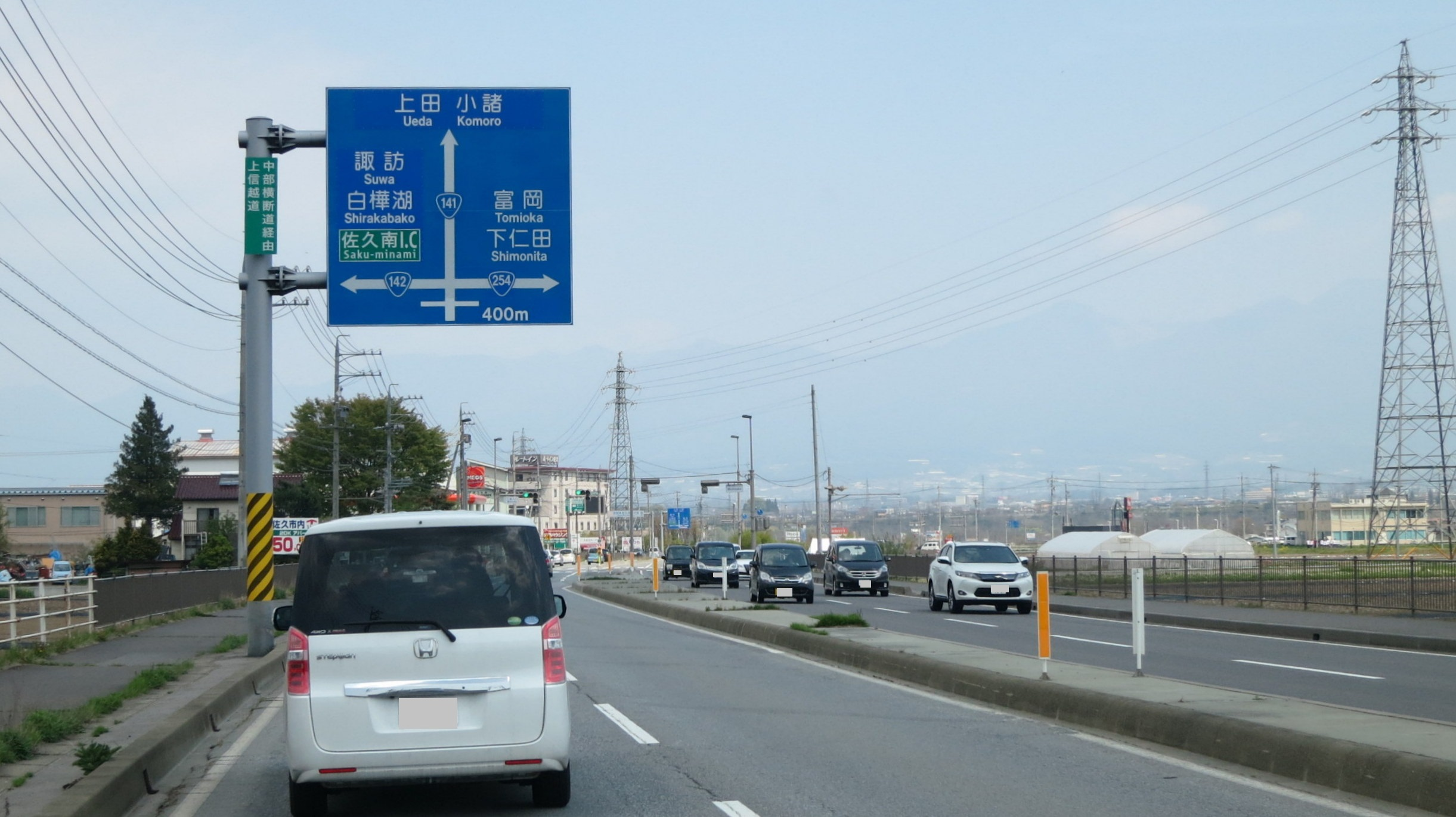
国道141号との重複区間からの分岐
長野県佐久市 跡部交差点

起点の軽井沢町から小諸市まで国道18号、小諸市より国道141号、佐久市・跡部交差点より国道254号と重複区間となる。立科町より笠取峠を単独区間にて超えると再び長和町長久保にて国道152号との重複区間となり、長和町大門より終点まで単独区間となる。東信地域と諏訪地域を東西方向に結び、終点の諏訪郡下諏訪町に至る路線である。この路線区間のうち、佐久市の八幡西交差点から、下諏訪町の大社通り交差点（終点）までの区間は、五街道の一つの中山道に相当する。

### 路線データ
一般国道の路線を指定する政令に基づく起終点および重要な経過地は次のとおり。
- 起点：長野県北佐久郡軽井沢町（中軽井沢交差点 = 国道18号上、国道146号終点）
- 終点：長野県諏訪郡下諏訪町（大社通り交差点 = 国道20号交点）
- 重要な経過地：小諸市、佐久市、長野県北佐久郡立科町、同県小県郡長門町[注釈 3]
- 総延長 : 91.1 km（重用延長を含む）[2][注釈 4]
- 重用延長 : 23.7 km[2][注釈 4]
- 未供用延長 : なし[2][注釈 4]
- 実延長 : 67.4 km[2][注釈 4]
  - 現道 : 57.6 km[2][注釈 4]
  - 旧道 : 9.9 km[2][注釈 4]
  - 新道 : なし[2][注釈 4]
- 指定区間：国道18号と重複する区間（北佐久郡軽井沢町・中軽井沢交差点（起点） - 小諸市・平原交差点）[3]

## 歴史
- 1953年（昭和28年）5月18日 - 二級国道142号軽井沢諏訪線（長野県北佐久郡軽井沢町 - 長野県諏訪郡下諏訪町）として指定施行[4]。
- 1965年（昭和40年）4月1日 - 道路法改正により一級・二級区分が廃止されて一般国道142号として指定施行[1]。

## 路線状況

### バイパス
- 茂田井バイパス（佐久市 - 北佐久郡立科町）
- 新和田トンネル有料道路：小県郡長和町 - 諏訪郡下諏訪町

下諏訪町 - 岡谷市にかけては延伸部分として建設された。

### 重複区間

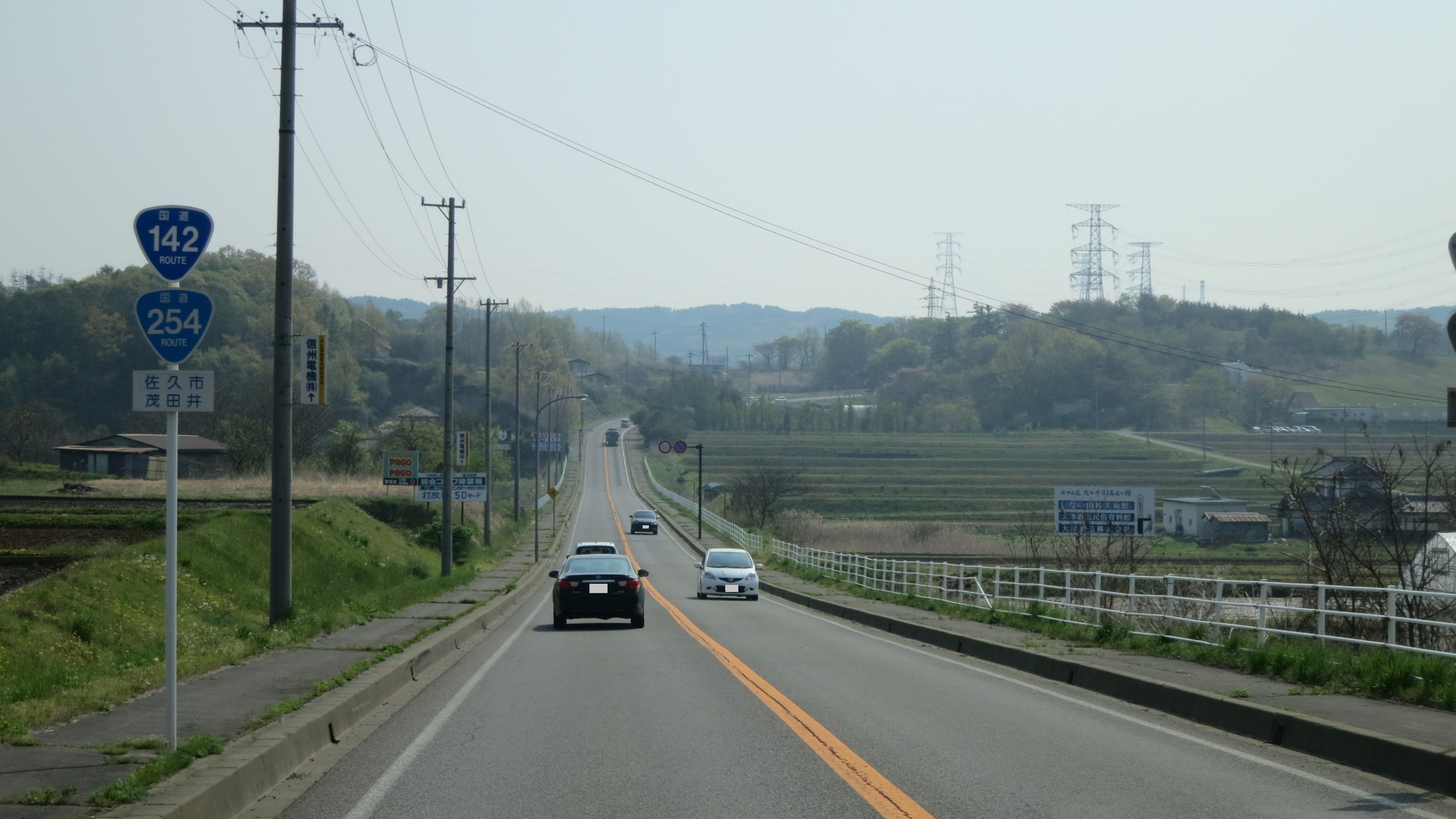
国道254号との重複
長野県佐久市茂田井

- 国道18号（軽井沢町・中軽井沢交差点 - 小諸市・平原交差点）
- 国道141号（小諸市・平原交差点 - 佐久市・跡部交差点）
- 国道254号（佐久市・跡部交差点 - 立科町山部・芦田宿入口（宇山バイパス）、信号機なし（旧道））
- 国道152号（長和町・長久保交差点 - 長和町・大和橋交差点）

### 道路施設

#### 道の駅
- ほっとぱ〜く・浅科（佐久市）
- ヘルシーテラス佐久南（佐久市）
- 女神の里たてしな（北佐久郡立科町）
- 和田宿ステーション（小県郡長和町）

## 地理

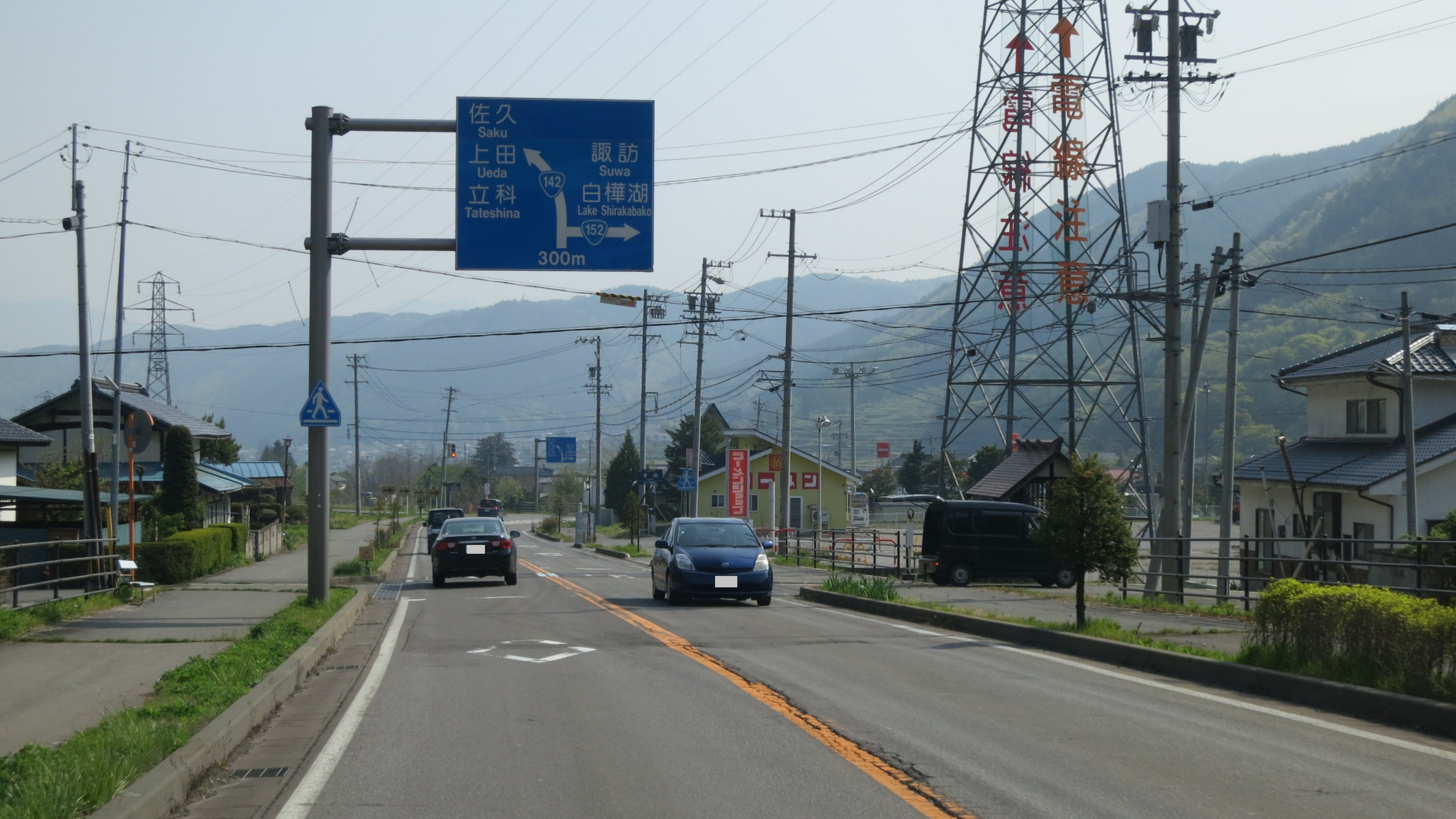
国道152号との分岐
長野県小県郡長和町

### 通過する自治体
- 長野県
  - 北佐久郡軽井沢町 - 北佐久郡御代田町 - 小諸市 - 佐久市 - 北佐久郡立科町 - 小県郡長和町 - 諏訪郡下諏訪町
- 新和田トンネル有料道路延伸部
  - 諏訪郡下諏訪町 - 岡谷市

### 交差する道路
長野県北佐久郡軽井沢町
- 国道18号・国道146号：中軽井沢交差点（国道18号は小諸市まで重複）
- 長野県道80号小諸軽井沢線（浅間サンライン）：浅間サンライン入口交差点

長野県北佐久郡御代田町
- 長野県道9号佐久軽井沢線：馬瀬口交差点

長野県小諸市
- 国道18号・国道141号：平原交差点（国道141号と佐久市まで重複）

長野県佐久市
- 中部横断自動車道：佐久北IC）
- 群馬県道・長野県道44号下仁田浅科線：浅間中学西交差点
- 国道141号・国道254号：跡部交差点（国道254号と立科町まで重複）
- 中部横断自動車道：佐久南IC）
- 長野県道78号佐久小諸線：沓沢入口交差点
- 群馬県道・長野県道44号下仁田浅科線：百沢東交差点

長野県北佐久郡立科町
- 長野県道40号諏訪白樺湖小諸線：和子交差点
- 国道254号：芦田宿入口交差点（宇山バイパス）、芦田（旧道）

長野県小県郡長和町
- 国道152号：長久保交差点 - 大和橋交差点で重複
- 長野県道67号松本和田線：和田

長野県諏訪郡下諏訪町
- 国道20号：大社通り交差点

長野県岡谷市
- 国道20号下諏訪岡谷バイパス・長野県道14号下諏訪辰野線：湖北トンネル南交差点

### 峠
- 和田峠（小県郡長和町 - 諏訪郡下諏訪町）

## ギャラリー

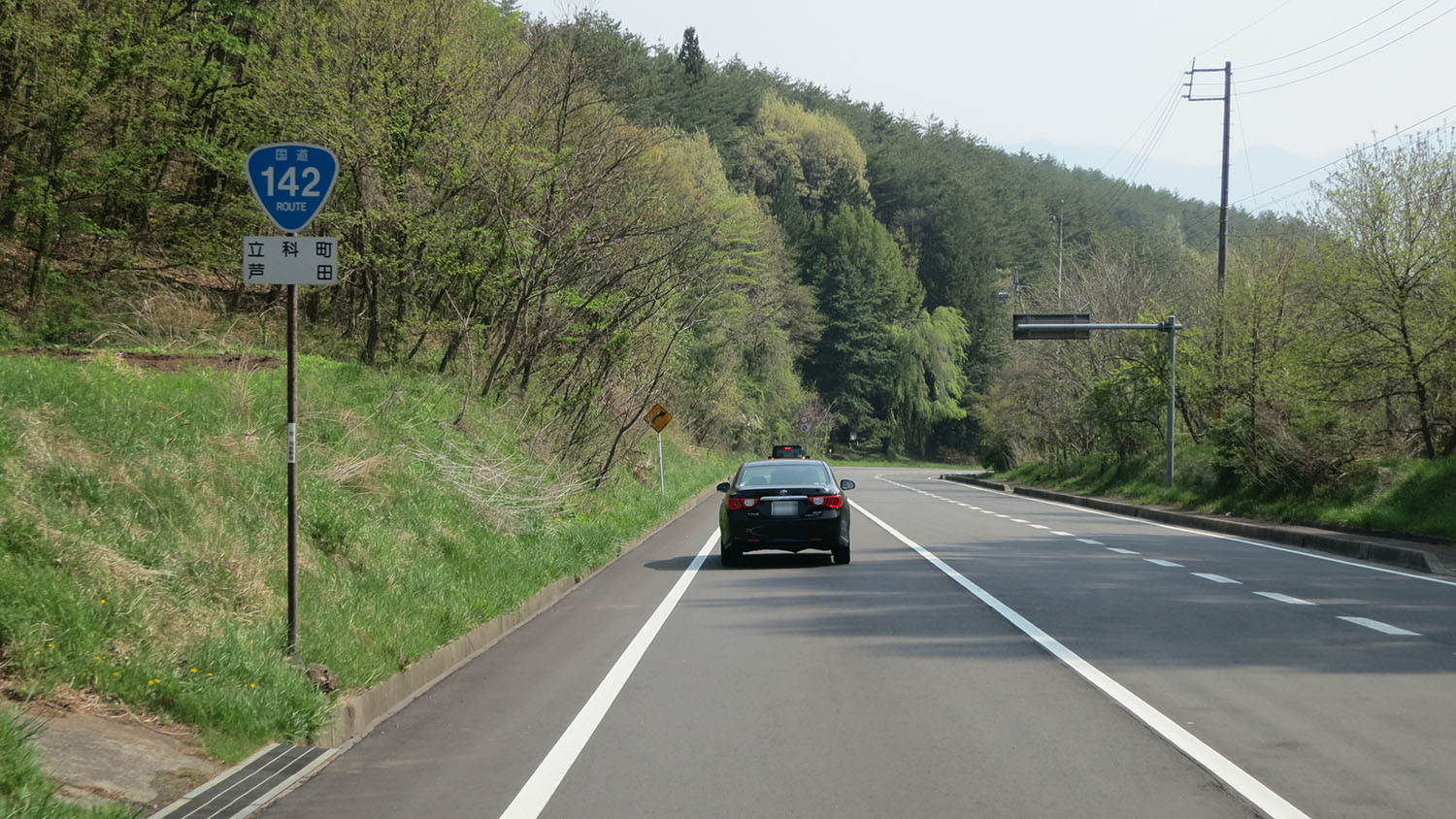
長野県北佐久郡立科町芦田
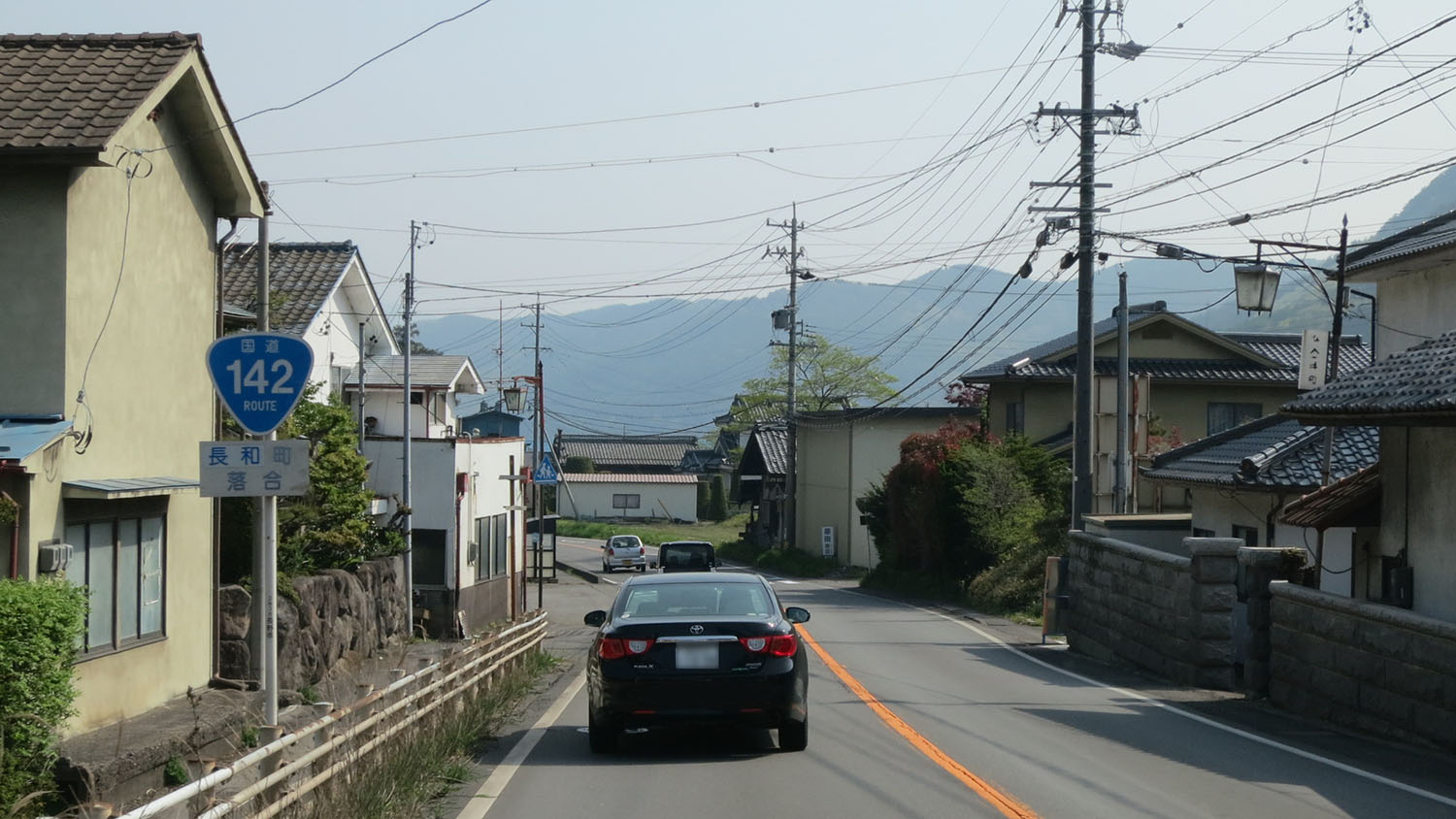
長野県小県郡長和町 大門落合
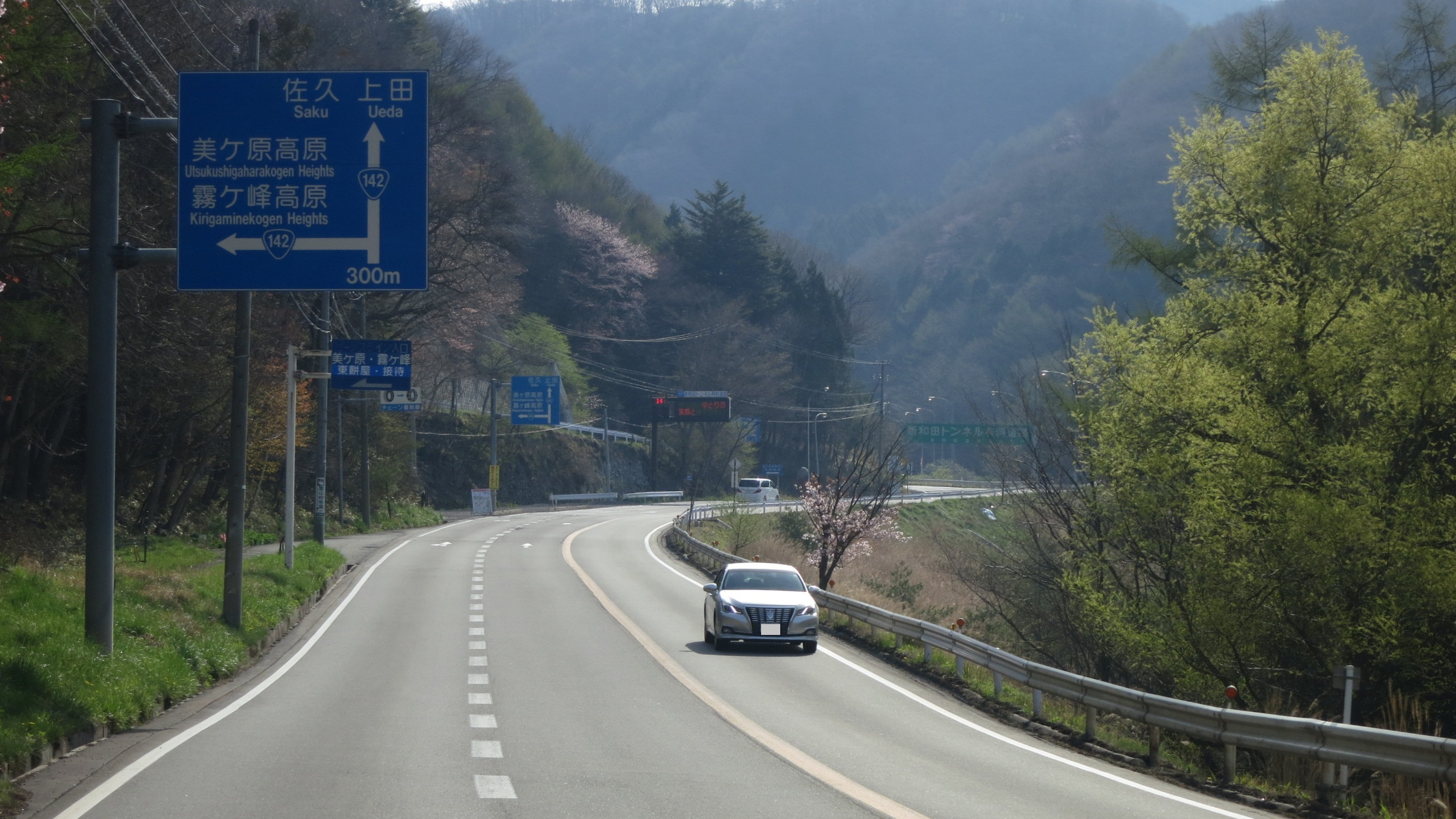
新和田トンネル有料道路と現道との分岐 長野県諏訪郡下諏訪町
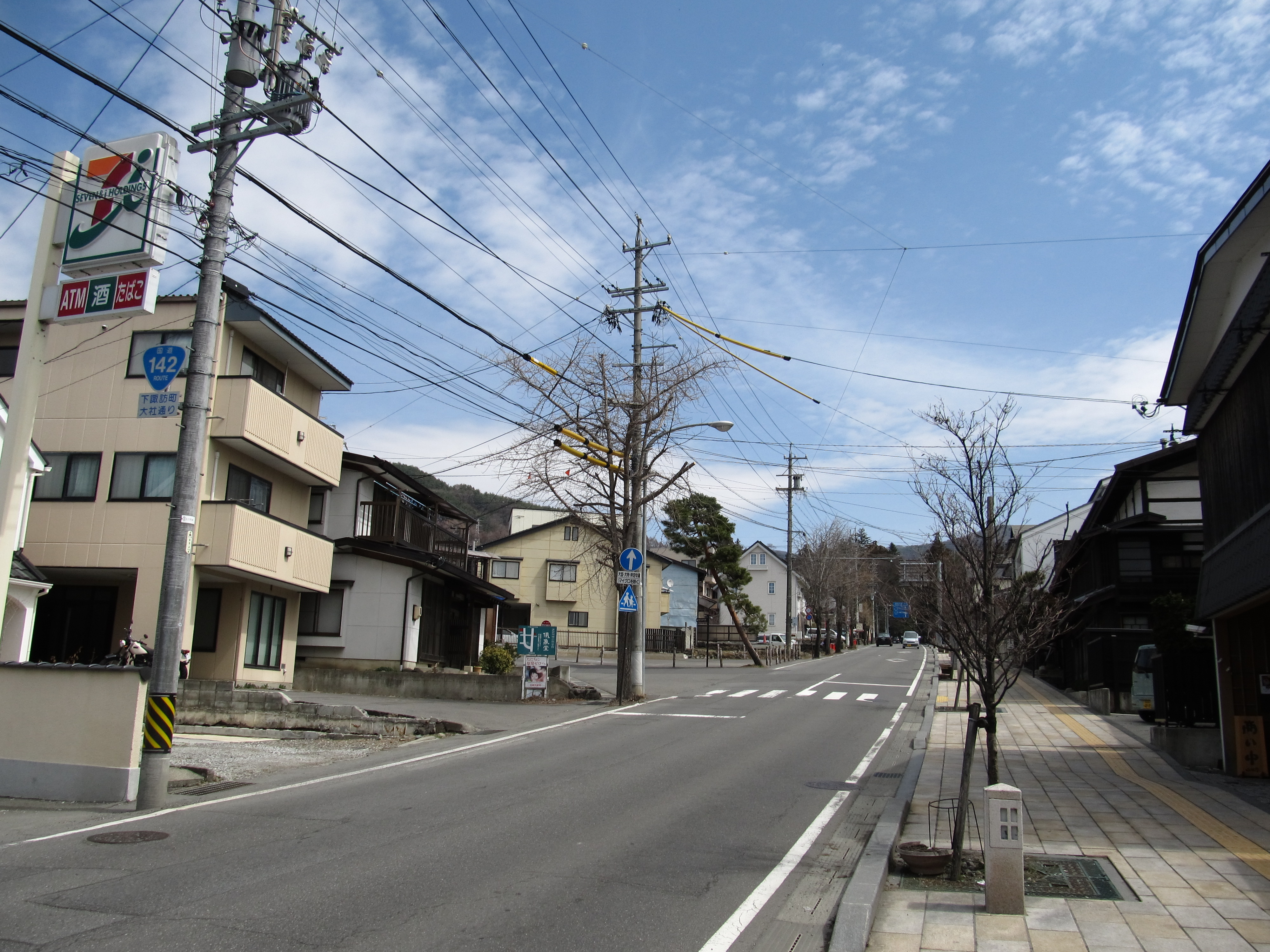
終点の大社通り交差点付近 長野県諏訪郡下諏訪町